# Educație politică
Educația politică este reprezentată de toate procesele formale și nonformale de predare și de învățare cu scopul de a dezvolta competențe civice, fiind o componentă a modelelor de „învățare a cetățeniei”. Ea are menirea de a-l forma pe cetățean pentru a putea analiza și influența procesele politice de luare a deciziilor. De asemenea, promovează participarea politică și alături de pregătirea mentală a cetățenilor, educația politică a acestora este un factor de prevenție pentru încercări de destabilizare a societății.

## Conceptualizare

Cronologia generațiilor din Lumea Occidentală

Drept efect al unor statistici privitoare la implicarea și respectiv angajamentul unor anumite grupe de vârstă în viața politică a Statelor Unite ale Americii în anii 1960, au apărut considerații referitoare la existența unui raport direct proporțional dintre implicarea politică și sofisticarea elitelor și respectiv, generalizări referitoare la modul în nivelul tot mai înalt de educație a antrenat capacitățile politice ale Lumii Occidentale. În acest context, a apărut ideea de alfabetizare politică.
Două decenii mai târziu, în anii 1980, britanicul Bernard Crick⁠(en)[traduceți] a pus problema predării și învățării democrației în școli. Tot el a fost cel care, alte două decenii mai târziu a fost însărcina să conceapă un raport prin care alfabetizarea politică a fost inclusă competențelor civice (într-o epocă în care devenise necesar ca generația milenialilor să și le însușească, dat fiind că reacționa destul de apatic, cinic și dezimplicat la treburile publice).
Acest raport al lui Bernard Crick a echivalat „alfabetizarea politică” prin „educația politică” și a pus-o la baza ideilor noi despre convertirea democrației reprezentative în democrație participativă.

## Cadru
Raportarea personalității umane se face din perspectivă psiho-socială la societate în baza unei educați moral-civice, ce are un conținut particular, preponderent social. În acest cadru, educația politică este una dintre formele de exprimare ale educației moral-civice, alături de educația economică și educația juridică.
Spre diferență de acestea, tot din perspectivă psiho-socială, tipul de educație morală care servește la raportarea personalității umane la sine este educația moral-individuală. Aceasta are un conținut particular care, este condiționat de raportarea omului la sine însuși și se exprimă la nivel de educație filozofică și de educație religioasă.
Achizițiile aduse de educați morală personalității umane sunt obiectivate prin dezvoltarea unor „virtuți personale” (precum sinceritatea, punctualitatea, curajul, onestitatea etc.) și a unor „virtuți sociale” (precum atitudinile civice: politice, naționale, umaniste, juridice ș.a.). În societatea postmodernă educația civică are un conținut specific, cu semnificații atât în plan social cât și individual și vizează dezvoltarea personalității civice în corelație strânsă cu educația politică și cu cea juridică.
În ce privește dezvoltarea personalității umane componenta politică are un statut egal, în ce privește educația, cu componentele intelectuală, morală, estetică, fizică și tehnologică, neputând fi determinat cu precizie care anume dintre toate aceste aspecte enumerate influențează mai mult, conduita umană.

### Statul democratic
Alături de relațiile publice, comunicarea și cultura politică, educația politică este o parte integrantă a guvernării democratice, servind conform lui Ioan Jinga la înțelegerea evenimentelor și fenomenelor politice, astfel încât această componentă a educației să contribuie la formarea și dezvoltarea capacităpții capacității de a exprima opțiuni politice în cunoștință de cauză.
În perspectivă democratică, educație civică este o reflexie din punct de vedere pedagogic a Declarației Universale a Drepturilor Omului, educația politică se face în termeni de educație pentru democrație, iar cea juridică în termeni de educație pentru drepturile omului. Ținta educației civice, în acest context, este responsabilizarea individului în cadrul statului democratic atât prin intermediul cunoașterii modurilor (politic, cultural, educațional sau comunitar) în care acesta funcționează, cât și prin cultivarea calităților individuale psihosociale privitoare la respectarea și aplicarea valorilor și normelor civice.
Căile de realizare a obiectivelor menționate mai sus, în ce-l privește pe cel care este ținta educației civice, se includ atât proceselor de socializare a individului cât și de psihologizare a acestuia prin interiorizarea valorilor și normelor civice.
Realizarea educației politice cu ajutorul instituțiilor de socializare este capabilă să accelereze reformele și să coreleze instituționalizarea politică și juridică cu fundul colectiv spiritual, drept care poate facilita funcționarea sistemului politic democratic. Pentru ca să aibă efecte practice în formarea unei culturi politice participative la nivelul omului de rând, totuși, educația civică și cea politică necesită timp, uneori echivalent cu cel necesar existenței unor generații.

## Premise
Conform opinie profesorului universitar Vlad Pâslaru există o eroare semnificativă în postcomunism, în ce privește înțelegerea și interpretarea acțiunilor de depolitizare și de dezideologizare, în raport cu rolul formator al școlii.
Școala este prin natura ei însăși oricum ideologizată, deoarece educația pe care o face este bazată pe idei. În acest context ceea ce contează este reprezentat de care anume idei stau, la baza educației, astfel că depolitizarea educației (în sensul interzicerii educației politice) este o eroare, deoarece interzice formarea la adolescenți a conștiinței politice. Pâslaru motivează afirmând că, la fel precum conștiința morală, economică, juridică, artistică, religioasă ș.a.m.d., conștiința politică nu se poate forma corect decât prin educația desfășurată în instituțiile de învățământ, cea făcută înafara acestora fiind, de regulă, haotică și imprevizibilă. Negarea sau interzicerea educației politice la nivelul unităților de învățământ nu face astfel, altceva, decât să lipsească pe viitorul cetățean de cultivarea conștiinței politice, ceea ce se află în antiteză cu dorința de a forma un cetățean capabil să opteze politic.

| “ | o persoană „alfabetizată politic” este cineva care poate folosi o terminologie specifică, fiind capabilă să înțeleagă evenimente, gesturi și comportamente cu semnificație politică. | ” |
|   | |   |

Este de remarcat că, mobilizării cognitivă poate servi într-o oarecare măsură la dezvoltarea unui anumit nivel de alfabetizare politică, drept care istoria sau economia au un rol de științe-mediatoare, în acest sens.
Procesul complex de formare și de dezvoltare a identității politice a individului prin asimilarea și interiorizarea normelor și valorilor specifice culturii politice, într-un sistem politic dat, reprezintă socializarea politică. În acest context, educația politică este, alături de imitație, o formă de socializare politică, iar familia și școala sunt primele instanțe ale socializării politice.

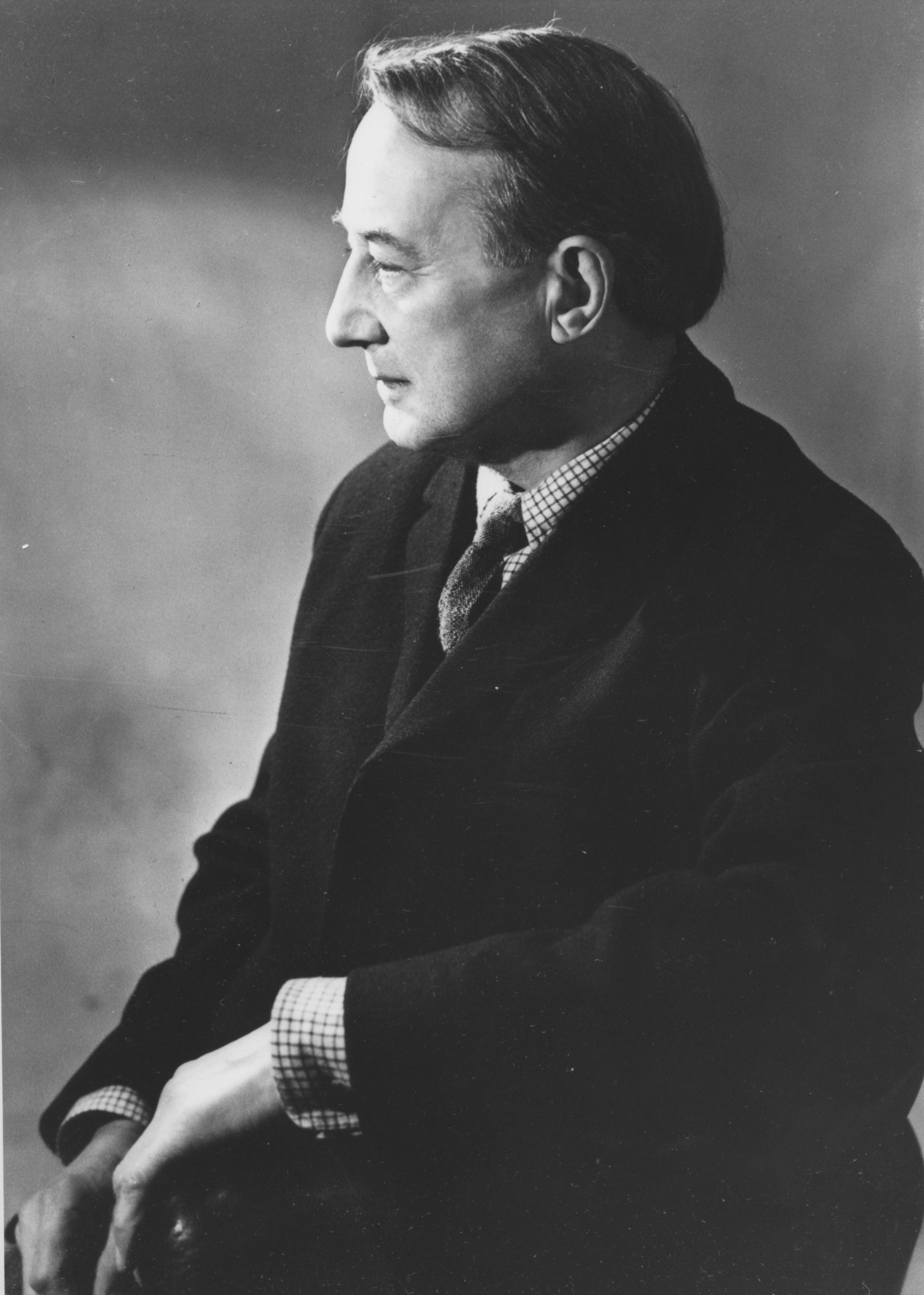
Michael Oakeshott conideră că educație politicii este o parte intrinsecă a activității politice.

În opinia lui Michael Joseph Oakeshott, educația politică se circumscrie activității politice, fiind în fapt o parte a acesteia și este necesar atât să implice un tip specific de cunoaștere, cât și să fie parte a unui tip specific de înțelegere a politicii. Printre componentele acesteia se află nu numai cunoașterea aprofundată a tradiției naționale de comportament politic (a manierei concrete de comportament politic), ci și cunoașterea politicii altor societăți contemporane, precum și studiul filosofic.
Convenția Organizației Internaționale a Muncii nr.105/1957 interzice folosirea muncii forțate sau obligatorii, ca măsură de educație politică.

## În România
În opinia istoricului Constanța Vintilă Ghițulescu, educația politică a cetățenilor din România este expresia unei mari superficialități în arealul respectiv, printre cauze aflându-se lipsa de spirit civic, lipsa de investiții în domeniu și faptul că românii sunt interesați nu de fapte politice ci de trăncăneala politică. Dat fiind că societatea umană a fost dintotdeauna și va fi una politică, este nefirească lipsa de urmărire și de înțelegere a acestui aspect al societății, aceasta ducând pe o cale caracterizată de frustrare și de conflict.
Printre efectele lipsei de educație politică din România se numără:
- absența cunoașteri de către cetățeni atât a drepturilor cât și a îndatoririlor lor[19]
- faptul că lasă loc pentru propagandă și prozelitism, deficiențele în educația politică „deturnând funcția școlii de a forma cetățeni bine informați, capabili să ia decizii responsabile”[21]

În ce privește educația civică și cea socială, elevii dn România au totuși în prezent în curricula lor următoarele:
| Clasă          | Disciplină       | Descriere |
| -------------- | ---------------- | --- |
| Clasa a III-a  | Educație civică  | Urmărește dezvoltarea unor competențe privitoare la aplicarea unor norme de conduită în viața cotidiană, la manifestarea unor deprinderi de comportament moral-civic în contexte de viață din mediul cunoscut și la cooperarea cu ceilalți pentru rezolvarea unor sarcini simple de lucru, manifestând disponibilitate |
| Clasa a IV-a   | Educație civică  | Urmărește dezvoltarea unor competențe privitoare la aplicarea unor norme de conduită în viața cotidiană, la manifestarea unor deprinderi de comportament moral-civic în contexte de viață din mediul cunoscut și la cooperarea cu ceilalți pentru rezolvarea unor sarcini simple de lucru, manifestând disponibilitate |
| Clasa a V-a    | Educație socială | Gândire critică și drepturile copilului. |
| Clasa a VI-a   | Educație socială | Educație interculturală. |
| Clasa a VII-a  | Educație socială | Educație pentru cetățenie democratică |
| Clasa a VIII-a | Educație socială | Educație economico-financiară |

În condițiile curriculei existente, menționate mai sus, lectorul UBB Viorel Nistor a exprimat în 2022 însă opinia că, tinerii din România cu ciclul liceal încheiat manifestă o lipsă tot mai accentuată de educație politică și democratică, în background-ul lor. Aceasta se poate explica și prin faptul că profesorii evită totuși să le vorbească elevilor despre politică, ocolind subiectul și neexplicându-le acestora ce înseamnă politica, democrația și societatea modernă. În aceste condiții, insuficiența educației formale tinde să fie suplinită de influenceri⁠(en)[traduceți] urmăriți și urmați, în opiniile și concluziile lor, prin intermediul  rețelelor de socializare precum Instagram, Reddit, TikTok, Twitch, etc...